# صامويل كوهين
صامويل كوهين (بالإنجليزية: Samuel T. Cohen)‏ (ولد في 1921 في بروكلين-نيويورك, توفي في 28 نوفمبر 2010) هو فيزيائي أمريكي اشتهر على خلفية اختراعه للرأس الحربي W70 والقنبلة النيوترونية.
ولد كوهين لوالدين قدما من لندن. وقد ولد ونشأ كوهين في نيويورك، وأكمل دراسته حتى حصل على درجة الدكتوراة في الفيزياء من جامعة كاليفورنيا، لوس أنجلس UCLA. وقد عمل صأمويل كوهين في العام 1944 في مشروع مانهاتن وهو المشروع الذي أنتج أول قنبلة ذرية في العالم. وقد كان من بين أعمال كوهين حسابه لكيفية تصرف النيوترونات في القنبلة الذرية التي ألقيت على ناجازاكي.
خلال حرب فيتنام دعا كوهين إلى استخدام القنابل النيوترونية لإنهاء الحرب بسرعة وإنقاذ أرواح الأمريكيين. لكن دعوته تلك لم تلق أذناً صاغية. وقد عَطَّلَ لاحقاً الرئيس الأمريكي الأسبق جيمي كارتر برنامج القنابل النيوترونية عام 1978، لكن كوهين - على حد زعمه - نجح في إقناع الرئيس اللاحق رونالد ريجان بإنتاج 700 قنبلة نيوترونية، نصفها على شكل قذائف لمدفع عيار 200 ملم، والنصف الآخر كرؤوس W70 للصواريخ الرمحية.
خلال فترة التسعينات كان صأمويل كوهين من بين من روجوا لمزاعم وجود مادة تسمى الزئبق الأحمر، زاعمًا أن السوفييت طور تلك المادة، وأن تلك المادة تتيح إمكانية ضغط الوقود الاندماجي في القنابل الاندماجية دون الحاجة لوقود انشطاري لتوفير الضغط اللازم للاندماج. ووفق مزاعم كوهين فإن هذه المادة أتاحت للسوفييت تصنيع قنابل ذرية اندماجية بالغة الصغر. ووصل الأمر بكوهين لاحقًا إلى الزعم أن عدداً من تلك القنابل قد بات بحوزة إرهابيين وبحوزة صدام حسين. وقد سعى كوهين للرد على الاعتقاد الشائع لدى الكثيرين ممن أكدوا أن قصة الزئبق الأحمر من أساسها ليست سوى حملة تزييف قادتها وكالات الحكومة الأمريكية أو السوفييتية لاستدراج أية إرهابيين محتملين ثم القبض عليهم.